# Tienszanozaur
Tienszanozaur (Tienshanosaurus chitaiensis) – dinozaur z grupy zauropodów (Sauropoda).
Żył w okresie późnej jury (ok. 159-154 mln lat temu) na terenach środkowo-wschodniej Azji. Długość ciała ok. 12 m, wysokość ok. 4 m, masa ok. 10 t. Jego szczątki znaleziono w Chinach (w Sinciangu).